# Edmund Makowski (bankowiec)
Edmund Makowski (ur. 1870 w Czarnocinie, zm. 1 kwietnia 1931 w Krakowie) – polski urzędnik, dyrektor Banku Polskiego w Krakowie, działacz katolicki i społeczny.

## Życiorys
Urodził się w 1870 w Czarnocinie. Po ukończeniu kształcenia podjął pracę w Krakowskim Towarzystwie Wzajemnych Ubezpieczeń, później pracował w banku austro-węgierskim. Po odzyskaniu przez Polskę niepodległości był zatrudniony w Polskiej Krajowej Kasie Pożyczkowej, a następnie w Banku Polskim od czasu jego powołania. Został mianowany na stanowisko dyrektora oddziału Banku Polskiego w Krakowie. Przyczynił się do wybudowania monumentalnego gmachu tej instytucji w Krakowie przy ulicy Basztowej 20.
W tym mieście spędził większość swojego życia. Udzielał się w pracy społecznej. Był zaangażowany w działalność w środowisku katolickim. Od 1896 był członkiem Sodalicji Kupieckiej, później, po założeniu przez o. Stefana Bratkowskiego w Krakowie sodalicji panów Sodalicji Mariańskiej, został jej współzałożycielem (u kresu życia pozostawał jednym z dwóch żyjących); w strukturze tego ruchu był wybierany konsultorem i wiceprefektem. Ponadto od 1896 działał w ramach Towarzystwa św. Wincentego à Paulo, w którym był członkiem, wiceprezesem Konferencji św. Jana Kantego, wiceprezesem i po śmierci Zbigniew Horodyński w 1930 prezesem rady wyższej towarzystwa. Ponadto był prezesem Towarzystwa Dobroczynności, członkiem rady Arcybractwa Miłosierdzia, członkiem rady diecezjalnej Akcji Katolickiej w archidiecezji krakowskiej, będąc koordynatorem działalności charytatywnej. Udzielał się na rzecz budowy domów katolickiego i sodalicyjnego dla akademików, bursy dla uczniów szkół średnich, opieki nad dziećmi głuchoniemymi, pomocy dla ofiar wojny i bezrobotnych. Podczas zebrania konstytuującego Rady Ligi Propagandy Wytwórczości Krajowej w Krakowie w grudniu 1930 został wybrany jej prezesem.
Zmarł 1 kwietnia 1931 w Krakowie. Został pochowany na cmentarzu Rakowickim w Krakowie. Egzekwie nad jego trumną odprawił metropolita krakowski abp Adam Stefan Sapieha.
Jego żoną była Zofia z domu Rudolphi (1880-1946), wcześniej zamężna z dr. Kazimierzem Smorągiewiczem.